# Uomo di Ust'-Ishim
L'Uomo di Ust'-Ishim è il nome dato ad un uomo dei primi esseri umani moderni europei (EEMH - European early modern humans in inglese), a cui apparteneva il fossile di femore datato a circa  45 000 anni fa, scoperto sulle rive del fiume Irtyš, nella Siberia occidentale, in Russia.

## Descrizione
I resti consistono in un singolo osso – il femore sinistro – di un cacciatore-raccoglitore maschio, scoperto nel 2008 sulla riva del fiume Irtysh da Nikolai Peristov, uno scultore russo specializzato nella scultura dell'avorio di mammut. Peristov mostrò il fossile a un investigatore forense che suggerì che potesse essere di origine umana. Il fossile prese il nome dal distretto di Ust'-Ishimsky in Siberia, dove era stato scoperto.

## Analisi genetica
Il reperto è stato esaminato dai paleoantropologi del Max Planck Institute, in Germania. La datazione al carbonio ha mostrato che il fossile risale a 45 000  anni fa, rendendolo uno dei più antichi fossili umani di cui sia stato analizzato il DNA.
L'uomo appartiene all'aplogruppo K2, uno degli aplogruppi del cromosoma Y che traccia la discendenza patrilineare, e all'aplogruppo R* del DNA mitocondriale, che traccia la discendenza matrilineare; entrambi questi aplogruppi, e quelli che ne derivano, sono oggigiorno presenti tra le popolazioni di tutta l'Eurasia, l'Oceania e le Americhe, sebbene non siano noti discendenti diretti dell'uomo di Ust'-Ishim nelle popolazioni moderne.
Come tutte le popolazioni odierne al di fuori dell'Africa, l'uomo di Ust'-Ishim presentava nel suo genoma segmenti di DNA neandertaliano. Ma questi segmenti erano molto più lunghi di quelli riscontrati negli esseri umani odierni e indicano che questa mescolanza con i Neandertal ebbe luogo tra 50.000 e 60.000 anni fa.
Uno studio del 2022 ha determinato che l'uomo di Ust'Ishim faceva parte di una migrazione iniziale del paleolitico superiore, verificatasi più di  45 000 fa, attribuita a un movimento di popolazione con caratteristiche genetiche e cultura materiale uniformi (antichi eurasiatici orientali), che condivideva una profonda ascendenza con gli uomini che vissero nella grotta di Bacho Kiro, gli Oase e l'uomo di Tianyuan, così come con gli antenati dei moderni papuani (australasiatici).
Lo studio del suo genoma, eccezionalmente conservato, ha permesso ai genetisti di stimare un tasso di una o due mutazioni all'anno nei genomi delle popolazioni europee e asiatiche da quando visse l'uomo di Ust'-Ishim, un dato importante per lo studio della velocità di accumulo delle mutazioni nel genoma umano.